# Inname van Geertruidenberg (1573)
De Inname van Geertruidenberg in 1573 was op 28 augustus een inname door watergeuzen onder leiding van Willem van Oranje.

## Aanloop
Om het de belegeraars van Middelburg moeilijk te maken waren er  watergeuzen actief in de Zeeuwse wateren, zij hadden in maart met de Staatse vloot een Spaanse vloot verslagen. Een tweede vloot werd in augustus verslagen. Nu was een geuzenvloot in de nacht vanuit Dordrecht op weg gegaan naar Geertruidenberg. Daar lag slechts een kleine bezetting bestaande uit een regiment onder Cristóbal de Mondragón, die zelf in Breda vertoefde. De aanvallers waren met 1200 man, bestaande uit soldaten van Van Poyet, Engelsen, Schotten, Fransen en Nederlanders. De verdediging in Geertruidenberg bestond uit een vendel Waalse militairen van honderdvijftig man sterk, onder leiding van kapitein Draek, een Frans edelman.

## Inname
In de vroege morgen van 31 augustus 1573 beklommen twaalf geuzen aangevoerd door Malion (of J. Male) de stadsmuur en doodden ze de negen wachten. Met hulp van lokale medestanders dwongen ze een smid tot het openen van de Bredase Poort. Na een kort gevecht aan de poort drong het leger van kapitein Van Poyet de stad binnen. De militaire bezetting van Geertruidenberg werd grotendeels omgebracht, sommigen wisten te vluchten. Kapitein Draek ontsnapte, maar in zijn haast had hij de soldij voor zijn mannen op een tafel achtergelaten. 
Er volgden onderhandelingen tussen de veroveraars en de inwoners. Plundering werd afgekocht voor een maand soldij en het toelaten van een staats garnizoen. Op 1 september trok prins Willem van Oranje Geertruidenberg binnen. Hij benoemde Jerome Tseraerts, in wie hij een groot vertrouwen stelde, tot gouverneur van de stad. Daarna ging Oranje terug naar Dordrecht.

## Nasleep
Tseraerts had zijn muitzieke soldaten niet onder controle. In weerwil van het akkoord werd een beeldenstorm gehouden en werden kloosters geplunderd. Negen geestelijken werd vermoord en nonnen werden beroofd en mishandeld. Op 8 september werd in de veroverde stad de eerste protestantse preek gehouden. Een predikant van Gillergshoek, Hubertus Cornelis Walsberg, was de eerste protestantse voorganger die in Geertruidenberg werd aangesteld. 
Toen Tseraerts de orde probeerde te herstellen, keerden zijn soldaten zich tegen hem. Geruchten stelden zijn integriteit in vraag, omdat de arrestatie van zijn broer door Alva hem vatbaar zou maken voor verraad. Op 15 september werd de gouverneur door zijn eigen soldaten omgebracht. Oranje liet de schuldigen ophangen in Geertruidenberg en in Den Haag. Het vendel van Charles de Trello werd ontbonden.
Geertruidenberg zou tot 10 april 1589 Staats blijven. Op die datum droeg de muitende Staatse bezetting de stad tegen betaling over aan de Spanjaarden. De katholieke eredienst werd weer ingevoerd. Dit duurde tot 25 juni 1593, toen Maurits van Nassau de stad veroverde door het beleg van 1593.